# Emilia Scaura
Emilia Scaura (Roma, 100 a.C. – Roma, 82 a.C.) è stata una nobildonna romana, figliastra di Silla e seconda moglie di Gneo Pompeo Magno.

## Biografia
Emilia Scaura era figlia di Marco Emilio Scauro e Cecilia Metella Dalmatica, e nacque a Roma nel 100 a.C. Dopo la morte di suo padre nell'89 a.C., sua madre si risposò col dittatore Lucio Cornelio Silla, che si occupò anche dei figli di primo letto della moglie, Emilia compresa.
Nell'83 a.C., venne data in sposa a Manio Acilio Glabrione, di cui rimase incinta entro l'anno. Tuttavia, Glabrione si rivelò un anti-sillano, così, nell'82 a.C., mentre Emilia era ancora in attesa, il suo patrigno e sua madre la costrinsero a divorziare contro la sua volontà, per darla immediatamente in sposa a uno dei luogotenenti di Silla, Gneo Pompeo, il quale aveva a sua volta divorziato dalla prima moglie, Antistia, per sposarla.
Il divorzio forzato di Emilia, che viene spesso preso ad esempio della mancanza di controllo delle donne romane sul loro destino e della loro riluttanza a partecipare alle trame politiche di padri, fratelli e marito; e il ripudio di Antistia, che godeva di grande rispetto a Roma, si rifletterono negativamente sulla reputazione di Silla e Pompeo, ma il matrimonio si tenne comunque, dal momento che Pompeo desiderava avanzare nelle grazie di Silla dopo i suoi successi nella guerra contro Mario e Silla voleva legare a sé il promettente e popolare Pompeo.
Tuttavia, il matrimonio finì tragicamente nel giro di qualche mese, quando Emilia morì di parto mettendo al mondo un figlio, a cui venne dato lo stesso nome del padre, Manio Acilio Glabrione.